# 1533
Portal Geschichte | Portal Biografien | Aktuelle Ereignisse | Jahreskalender | Tagesartikel

◄ |
15. Jahrhundert |
16. Jahrhundert
| 17. Jahrhundert | ►

◄ |
1500er |
1510er |
1520er |
1530er
| 1540er | 1550er | 1560er | ►

◄◄ |
◄ |
1529 |
1530 |
1531 |
1532 |
1533
| 1534 | 1535 | 1536 | 1537 | ► | ►►
Staatsoberhäupter  · Nekrolog  · Literaturjahr · Musikjahr
| Januar | Januar | Januar | Januar | Januar | Januar | Januar | Januar |
| Kw     | Mo     | Di     | Mi     | Do     | Fr     | Sa     | So     |
| 1      |        |        | 1      | 2      | 3      | 4      | 5      |
| 2      | 6      | 7      | 8      | 9      | 10     | 11     | 12     |
| 3      | 13     | 14     | 15     | 16     | 17     | 18     | 19     |
| 4      | 20     | 21     | 22     | 23     | 24     | 25     | 26     |
| 5      | 27     | 28     | 29     | 30     | 31     |        |        |
| ------ | ------ | ------ | ------ | ------ | ------ | ------ | ------ |

| Februar | Februar | Februar | Februar | Februar | Februar | Februar | Februar |
| Kw      | Mo      | Di      | Mi      | Do      | Fr      | Sa      | So      |
| 5       |         |         |         |         |         | 1       | 2       |
| 6       | 3       | 4       | 5       | 6       | 7       | 8       | 9       |
| 7       | 10      | 11      | 12      | 13      | 14      | 15      | 16      |
| 8       | 17      | 18      | 19      | 20      | 21      | 22      | 23      |
| 9       | 24      | 25      | 26      | 27      | 28      |         |         |
| ------- | ------- | ------- | ------- | ------- | ------- | ------- | ------- |

| März | März | März | März | März | März | März | März |
| Kw   | Mo   | Di   | Mi   | Do   | Fr   | Sa   | So   |
| 9    |      |      |      |      |      | 1    | 2    |
| 10   | 3    | 4    | 5    | 6    | 7    | 8    | 9    |
| 11   | 10   | 11   | 12   | 13   | 14   | 15   | 16   |
| 12   | 17   | 18   | 19   | 20   | 21   | 22   | 23   |
| 13   | 24   | 25   | 26   | 27   | 28   | 29   | 30   |
| 14   | 31   |      |      |      |      |      |      |
| ---- | ---- | ---- | ---- | ---- | ---- | ---- | ---- |

| April | April | April | April | April | April | April | April |
| Kw    | Mo    | Di    | Mi    | Do    | Fr    | Sa    | So    |
| 14    |       | 1     | 2     | 3     | 4     | 5     | 6     |
| 15    | 7     | 8     | 9     | 10    | 11    | 12    | 13    |
| 16    | 14    | 15    | 16    | 17    | 18    | 19    | 20    |
| 17    | 21    | 22    | 23    | 24    | 25    | 26    | 27    |
| 18    | 28    | 29    | 30    |       |       |       |       |
| ----- | ----- | ----- | ----- | ----- | ----- | ----- | ----- |

| Mai | Mai | Mai | Mai | Mai | Mai | Mai | Mai |
| Kw  | Mo  | Di  | Mi  | Do  | Fr  | Sa  | So  |
| 18  |     |     |     | 1   | 2   | 3   | 4   |
| 19  | 5   | 6   | 7   | 8   | 9   | 10  | 11  |
| 20  | 12  | 13  | 14  | 15  | 16  | 17  | 18  |
| 21  | 19  | 20  | 21  | 22  | 23  | 24  | 25  |
| 22  | 26  | 27  | 28  | 29  | 30  | 31  |     |
| --- | --- | --- | --- | --- | --- | --- | --- |

| Juni | Juni | Juni | Juni | Juni | Juni | Juni | Juni |
| Kw   | Mo   | Di   | Mi   | Do   | Fr   | Sa   | So   |
| 22   |      |      |      |      |      |      | 1    |
| 23   | 2    | 3    | 4    | 5    | 6    | 7    | 8    |
| 24   | 9    | 10   | 11   | 12   | 13   | 14   | 15   |
| 25   | 16   | 17   | 18   | 19   | 20   | 21   | 22   |
| 26   | 23   | 24   | 25   | 26   | 27   | 28   | 29   |
| 27   | 30   |      |      |      |      |      |      |
| ---- | ---- | ---- | ---- | ---- | ---- | ---- | ---- |

| Juli | Juli | Juli | Juli | Juli | Juli | Juli | Juli |
| Kw   | Mo   | Di   | Mi   | Do   | Fr   | Sa   | So   |
| 27   |      | 1    | 2    | 3    | 4    | 5    | 6    |
| 28   | 7    | 8    | 9    | 10   | 11   | 12   | 13   |
| 29   | 14   | 15   | 16   | 17   | 18   | 19   | 20   |
| 30   | 21   | 22   | 23   | 24   | 25   | 26   | 27   |
| 31   | 28   | 29   | 30   | 31   |      |      |      |
| ---- | ---- | ---- | ---- | ---- | ---- | ---- | ---- |

| August | August | August | August | August | August | August | August |
| Kw     | Mo     | Di     | Mi     | Do     | Fr     | Sa     | So     |
| 31     |        |        |        |        | 1      | 2      | 3      |
| 32     | 4      | 5      | 6      | 7      | 8      | 9      | 10     |
| 33     | 11     | 12     | 13     | 14     | 15     | 16     | 17     |
| 34     | 18     | 19     | 20     | 21     | 22     | 23     | 24     |
| 35     | 25     | 26     | 27     | 28     | 29     | 30     | 31     |
| ------ | ------ | ------ | ------ | ------ | ------ | ------ | ------ |

| September | September | September | September | September | September | September | September |
| Kw        | Mo        | Di        | Mi        | Do        | Fr        | Sa        | So        |
| 36        | 1         | 2         | 3         | 4         | 5         | 6         | 7         |
| 37        | 8         | 9         | 10        | 11        | 12        | 13        | 14        |
| 38        | 15        | 16        | 17        | 18        | 19        | 20        | 21        |
| 39        | 22        | 23        | 24        | 25        | 26        | 27        | 28        |
| 40        | 29        | 30        |           |           |           |           |           |
| --------- | --------- | --------- | --------- | --------- | --------- | --------- | --------- |

| Oktober | Oktober | Oktober | Oktober | Oktober | Oktober | Oktober | Oktober |
| Kw      | Mo      | Di      | Mi      | Do      | Fr      | Sa      | So      |
| 40      |         |         | 1       | 2       | 3       | 4       | 5       |
| 41      | 6       | 7       | 8       | 9       | 10      | 11      | 12      |
| 42      | 13      | 14      | 15      | 16      | 17      | 18      | 19      |
| 43      | 20      | 21      | 22      | 23      | 24      | 25      | 26      |
| 44      | 27      | 28      | 29      | 30      | 31      |         |         |
| ------- | ------- | ------- | ------- | ------- | ------- | ------- | ------- |

| November | November | November | November | November | November | November | November |
| Kw       | Mo       | Di       | Mi       | Do       | Fr       | Sa       | So       |
| 44       |          |          |          |          |          | 1        | 2        |
| 45       | 3        | 4        | 5        | 6        | 7        | 8        | 9        |
| 46       | 10       | 11       | 12       | 13       | 14       | 15       | 16       |
| 47       | 17       | 18       | 19       | 20       | 21       | 22       | 23       |
| 48       | 24       | 25       | 26       | 27       | 28       | 29       | 30       |
| -------- | -------- | -------- | -------- | -------- | -------- | -------- | -------- |

| Dezember | Dezember | Dezember | Dezember | Dezember | Dezember | Dezember | Dezember |
| Kw       | Mo       | Di       | Mi       | Do       | Fr       | Sa       | So       |
| 49       | 1        | 2        | 3        | 4        | 5        | 6        | 7        |
| 50       | 8        | 9        | 10       | 11       | 12       | 13       | 14       |
| 51       | 15       | 16       | 17       | 18       | 19       | 20       | 21       |
| 52       | 22       | 23       | 24       | 25       | 26       | 27       | 28       |
| 1        | 29       | 30       | 31       |          |          |          |          |
| -------- | -------- | -------- | -------- | -------- | -------- | -------- | -------- |

| Januar | Januar | Januar | Januar | Januar | Januar | Januar | Januar |
| Kw     | Mo     | Di     | Mi     | Do     | Fr     | Sa     | So     |
| 1      |        |        | 1      | 2      | 3      | 4      | 5      |
| 2      | 6      | 7      | 8      | 9      | 10     | 11     | 12     |
| 3      | 13     | 14     | 15     | 16     | 17     | 18     | 19     |
| 4      | 20     | 21     | 22     | 23     | 24     | 25     | 26     |
| 5      | 27     | 28     | 29     | 30     | 31     |        |        |
| ------ | ------ | ------ | ------ | ------ | ------ | ------ | ------ |

| Februar | Februar | Februar | Februar | Februar | Februar | Februar | Februar |
| Kw      | Mo      | Di      | Mi      | Do      | Fr      | Sa      | So      |
| 5       |         |         |         |         |         | 1       | 2       |
| 6       | 3       | 4       | 5       | 6       | 7       | 8       | 9       |
| 7       | 10      | 11      | 12      | 13      | 14      | 15      | 16      |
| 8       | 17      | 18      | 19      | 20      | 21      | 22      | 23      |
| 9       | 24      | 25      | 26      | 27      | 28      |         |         |
| ------- | ------- | ------- | ------- | ------- | ------- | ------- | ------- |

| März | März | März | März | März | März | März | März |
| Kw   | Mo   | Di   | Mi   | Do   | Fr   | Sa   | So   |
| 9    |      |      |      |      |      | 1    | 2    |
| 10   | 3    | 4    | 5    | 6    | 7    | 8    | 9    |
| 11   | 10   | 11   | 12   | 13   | 14   | 15   | 16   |
| 12   | 17   | 18   | 19   | 20   | 21   | 22   | 23   |
| 13   | 24   | 25   | 26   | 27   | 28   | 29   | 30   |
| 14   | 31   |      |      |      |      |      |      |
| ---- | ---- | ---- | ---- | ---- | ---- | ---- | ---- |

| April | April | April | April | April | April | April | April |
| Kw    | Mo    | Di    | Mi    | Do    | Fr    | Sa    | So    |
| 14    |       | 1     | 2     | 3     | 4     | 5     | 6     |
| 15    | 7     | 8     | 9     | 10    | 11    | 12    | 13    |
| 16    | 14    | 15    | 16    | 17    | 18    | 19    | 20    |
| 17    | 21    | 22    | 23    | 24    | 25    | 26    | 27    |
| 18    | 28    | 29    | 30    |       |       |       |       |
| ----- | ----- | ----- | ----- | ----- | ----- | ----- | ----- |

| Mai | Mai | Mai | Mai | Mai | Mai | Mai | Mai |
| Kw  | Mo  | Di  | Mi  | Do  | Fr  | Sa  | So  |
| 18  |     |     |     | 1   | 2   | 3   | 4   |
| 19  | 5   | 6   | 7   | 8   | 9   | 10  | 11  |
| 20  | 12  | 13  | 14  | 15  | 16  | 17  | 18  |
| 21  | 19  | 20  | 21  | 22  | 23  | 24  | 25  |
| 22  | 26  | 27  | 28  | 29  | 30  | 31  |     |
| --- | --- | --- | --- | --- | --- | --- | --- |

| Juni | Juni | Juni | Juni | Juni | Juni | Juni | Juni |
| Kw   | Mo   | Di   | Mi   | Do   | Fr   | Sa   | So   |
| 22   |      |      |      |      |      |      | 1    |
| 23   | 2    | 3    | 4    | 5    | 6    | 7    | 8    |
| 24   | 9    | 10   | 11   | 12   | 13   | 14   | 15   |
| 25   | 16   | 17   | 18   | 19   | 20   | 21   | 22   |
| 26   | 23   | 24   | 25   | 26   | 27   | 28   | 29   |
| 27   | 30   |      |      |      |      |      |      |
| ---- | ---- | ---- | ---- | ---- | ---- | ---- | ---- |

| Juli | Juli | Juli | Juli | Juli | Juli | Juli | Juli |
| Kw   | Mo   | Di   | Mi   | Do   | Fr   | Sa   | So   |
| 27   |      | 1    | 2    | 3    | 4    | 5    | 6    |
| 28   | 7    | 8    | 9    | 10   | 11   | 12   | 13   |
| 29   | 14   | 15   | 16   | 17   | 18   | 19   | 20   |
| 30   | 21   | 22   | 23   | 24   | 25   | 26   | 27   |
| 31   | 28   | 29   | 30   | 31   |      |      |      |
| ---- | ---- | ---- | ---- | ---- | ---- | ---- | ---- |

| August | August | August | August | August | August | August | August |
| Kw     | Mo     | Di     | Mi     | Do     | Fr     | Sa     | So     |
| 31     |        |        |        |        | 1      | 2      | 3      |
| 32     | 4      | 5      | 6      | 7      | 8      | 9      | 10     |
| 33     | 11     | 12     | 13     | 14     | 15     | 16     | 17     |
| 34     | 18     | 19     | 20     | 21     | 22     | 23     | 24     |
| 35     | 25     | 26     | 27     | 28     | 29     | 30     | 31     |
| ------ | ------ | ------ | ------ | ------ | ------ | ------ | ------ |

| September | September | September | September | September | September | September | September |
| Kw        | Mo        | Di        | Mi        | Do        | Fr        | Sa        | So        |
| 36        | 1         | 2         | 3         | 4         | 5         | 6         | 7         |
| 37        | 8         | 9         | 10        | 11        | 12        | 13        | 14        |
| 38        | 15        | 16        | 17        | 18        | 19        | 20        | 21        |
| 39        | 22        | 23        | 24        | 25        | 26        | 27        | 28        |
| 40        | 29        | 30        |           |           |           |           |           |
| --------- | --------- | --------- | --------- | --------- | --------- | --------- | --------- |

| Oktober | Oktober | Oktober | Oktober | Oktober | Oktober | Oktober | Oktober |
| Kw      | Mo      | Di      | Mi      | Do      | Fr      | Sa      | So      |
| 40      |         |         | 1       | 2       | 3       | 4       | 5       |
| 41      | 6       | 7       | 8       | 9       | 10      | 11      | 12      |
| 42      | 13      | 14      | 15      | 16      | 17      | 18      | 19      |
| 43      | 20      | 21      | 22      | 23      | 24      | 25      | 26      |
| 44      | 27      | 28      | 29      | 30      | 31      |         |         |
| ------- | ------- | ------- | ------- | ------- | ------- | ------- | ------- |

| November | November | November | November | November | November | November | November |
| Kw       | Mo       | Di       | Mi       | Do       | Fr       | Sa       | So       |
| 44       |          |          |          |          |          | 1        | 2        |
| 45       | 3        | 4        | 5        | 6        | 7        | 8        | 9        |
| 46       | 10       | 11       | 12       | 13       | 14       | 15       | 16       |
| 47       | 17       | 18       | 19       | 20       | 21       | 22       | 23       |
| 48       | 24       | 25       | 26       | 27       | 28       | 29       | 30       |
| -------- | -------- | -------- | -------- | -------- | -------- | -------- | -------- |

| Dezember | Dezember | Dezember | Dezember | Dezember | Dezember | Dezember | Dezember |
| Kw       | Mo       | Di       | Mi       | Do       | Fr       | Sa       | So       |
| 49       | 1        | 2        | 3        | 4        | 5        | 6        | 7        |
| 50       | 8        | 9        | 10       | 11       | 12       | 13       | 14       |
| 51       | 15       | 16       | 17       | 18       | 19       | 20       | 21       |
| 52       | 22       | 23       | 24       | 25       | 26       | 27       | 28       |
| 1        | 29       | 30       | 31       |          |          |          |          |
| -------- | -------- | -------- | -------- | -------- | -------- | -------- | -------- |

## Ereignisse

### Politik und Weltgeschehen

#### England
- 25. Januar: Der englische König Heinrich VIII. heiratet heimlich Anne Boleyn als zweite Frau, obwohl er von Katharina von Aragón noch nicht geschieden ist.
- 23. Mai: Der Erzbischof von Canterbury, Thomas Cranmer, erklärt die Ehe zwischen Heinrich VIII. und Katharina von Aragón für ungültig.

#### Skandinavien
- 10. April: Nach dem Tod von Friedrich I. wird sein Sohn Christian III. König von Dänemark und Norwegen sowie Herzog von Schleswig und Holstein. Der katholisch dominierte dänische Reichsrat weigert sich aber, den glühenden Lutheraner als König einzusetzen, und spricht sich dafür aus, den in Gefangenschaft befindlichen Christian II. zu befreien und wieder als König einzusetzen. Damit löst er die Grafenfehde aus.

#### Heiliges Römisches Reich
- 17. September: Markgraf Philipp I. von Baden stirbt ohne männlichen Erben. Seine beiden Brüder Ernst und Bernhard III. teilen seine Besitzungen unter sich auf. Die dabei entstehenden Markgrafschaften Baden-Durlach und Baden-Baden bestehen bis zur Wiedervereinigung 1771 nebeneinander.
- 14. Oktober: In der Schlacht von Jemgum schlagen die Truppen des Herzogtums Geldern und des Balthasar von Esens während der Geldrischen Fehde siegreich jene der Grafschaft Ostfriesland.

#### Osteuropa
- 04. Dezember: Iwan IV. („der Schreckliche“) wird nach dem Tod seines Vaters Wassili III.  Großfürst von Moskau.

#### Amerika
- 26. Juli: Bei der Eroberung des Inka-Reiches durch spanische Truppen unter Führung von Francisco Pizarro wird der Inka Atahualpa unter fadenscheinigen Begründungen öffentlich hingerichtet. Pizarro setzt Atahualpas jüngeren Bruder Túpac Huallpa als neuen Inka ein; dieser stirbt jedoch bereits, bevor sie die Hauptstadt Cusco erreichen.
- 14./15. November: Pizarro nimmt Cusco ein. Neuer Inka wird Manco Cápac II., ohne jedoch tatsächlich Macht über das Reich zu haben.
- 21. Dezember: Der spanische Seefahrer Hernando de Grijalva entdeckt die später in Socorro umbenannte Insel als erste der mexikanischen Revillagigedo-Inseln im Ostpazifik.

#### Asien
- Der fünfjährige Ratsada folgt seinem verstorbenen Vater Borommaracha IV. auf den Thron des siamesischen Königreichs von Ayutthaya. Doch auch Chairacha, der Halbbruder des verstorbenen Königs, hat Ambitionen auf den Thron.

### Wirtschaft
- 23. Mai: Der Buchhändler und Verleger Moritz Goltz, der mit Bartholomäus Vogel und Christoph Schramm in Wittenberg eine Verlegergemeinschaft gegründet hat, erwirbt für 800 Gulden das Unternehmen des hoch verschuldeten Christian Döring. In den folgenden Jahren kommt er mit dem Druck von Lutherbibeln zu Reichtum.
- 18. November: Sächsische Münzgeschichte: Die sächsische Münztrennung endet.
- Das Klosterbräu Bamberg wird gegründet.

### Wissenschaft und Technik
- Juni bis September: Weltweit wird der Komet C/1533 M1 beobachtet. Da er mit freiem Auge zu sehen ist, wird er zu den Großen Kometen gerechnet.

### Kultur
- Das erste der Herrschergräber des Yarkant-Khanats wird angelegt.

### Gesellschaft
- Landgraf Philipp I. löst das Kloster Haina nach der Einführung der Reformation in der Landgrafschaft Hessen auf und stiftet im August in Haina eines von vier Hohen Hospitälern für die arme Landbevölkerung in seinem Land. Dabei bleibt dem Hospital der gesamte einstige Klosterbesitz erhalten, damit aus dessen Erträgen die Kosten bestritten werden können. Der Landgraf weiht am 26. August das Landeshospital Merxhausen für weibliche Kranke ein und reist anschließend nach Haina weiter, wo er das Landeshospital für Männer einweiht.
- 28. Oktober: Der französische Dauphin Heinrich von Orléans und Caterina de’ Medici heiraten. Beide sind zu diesem Zeitpunkt 14 Jahre alt. Die Trauung wird durch Katharinas Großonkel, Papst Clemens VII., vollzogen.
- In England tritt der Buggery Act 1533 in Kraft, der Homosexualität, Analverkehr und Sodomie unter Todesstrafe stellt. Das Gesetz bleibt bis 1828 in Kraft.
- Der Stock-im-Eisen in Wien wird zum ersten Mal urkundlich erwähnt. Der Grund für die Benagelung der zweiwipfeligen Zwieselfichte ist nicht bekannt.

### Religion
- 31. Januar: Die Diözese Goa wird aus dem Bistum Funchal heraus errichtet. Sie umfasst das gesamte Territorium vom Kap der guten Hoffnung bis Japan.
- 11. Juni: Papst Clemens VII. bedroht den englischen König Heinrich VIII. wegen seiner Eheschließung mit Anne Boleyn mit dem Bann.
- 26. Juni: Schwur der versammelten Bürgerschaft von Hannover unter ihrem „Worthalter“ Diderik Arnsborch auf dem Marktplatz, damit Beginn der Reformation in Hannover
- Das Statute in Restraint of Appeals verbietet dem englischen Klerus, sich in kirchlichen Angelegenheiten an den Papst zu wenden.

## Geboren

### Erstes Halbjahr
- 02. Januar: Johann Major, deutscher lutherischer Theologe, Humanist und Poet († 1600)
- 06. Januar: Timotheus Kirchner, deutscher lutherischer Theologe († 1587)
- 28. Januar: Paul Luther, Mediziner und Sohn Luthers († 1593)
- 05. Februar: Andreas Dudith, ungarischer Humanist und Diplomat († 1589)
- 28. Februar: Michel Eyquem de Montaigne, französischer Humanist, Politiker, Philosoph und Begründer der Essayistik († 1592)
- 10. März: Francesco III. Gonzaga, ältester Sohn des Herzogs Federico II. († 1550)
- 000März (getauft): Anna von Egmond, niederländische Adelige († 1558)
- 08. April: Claudio Merulo, italienischer Komponist und Organist († 1604)
- 22. April: Georg von Khevenhüller, Landeshauptmann von Kärnten († 1587)
- 24. April: Wilhelm I., Führer im niederländischen Unabhängigkeitskrieg († 1584)
- 18. Mai: Johannes Caselius, deutscher Humanist, Jurist und Philologe († 1613)
- 12. Juni: Wolfgang von Ysenburg-Ronneburg, Regent des Amts Langen († 1597)

### Zweites Halbjahr
- 02. August: Theodor Zwinger, schweizerischer Gelehrter und Sohn des Kürschners Leonhard Zwinger († 1588)
- 07. August: Alonso de Ercilla y Zúñiga, spanischer Edelmann, Soldat und Schriftsteller, Begründer der hispanoamerikanischen Literatur und „Erfinder“ des Indianerromans († 1594)
- 07. August: Valentin Weigel, deutscher mystischer Schriftsteller († 1588)
- 05. September: Jacopo Zabarella, italienischer Philosoph († 1589)

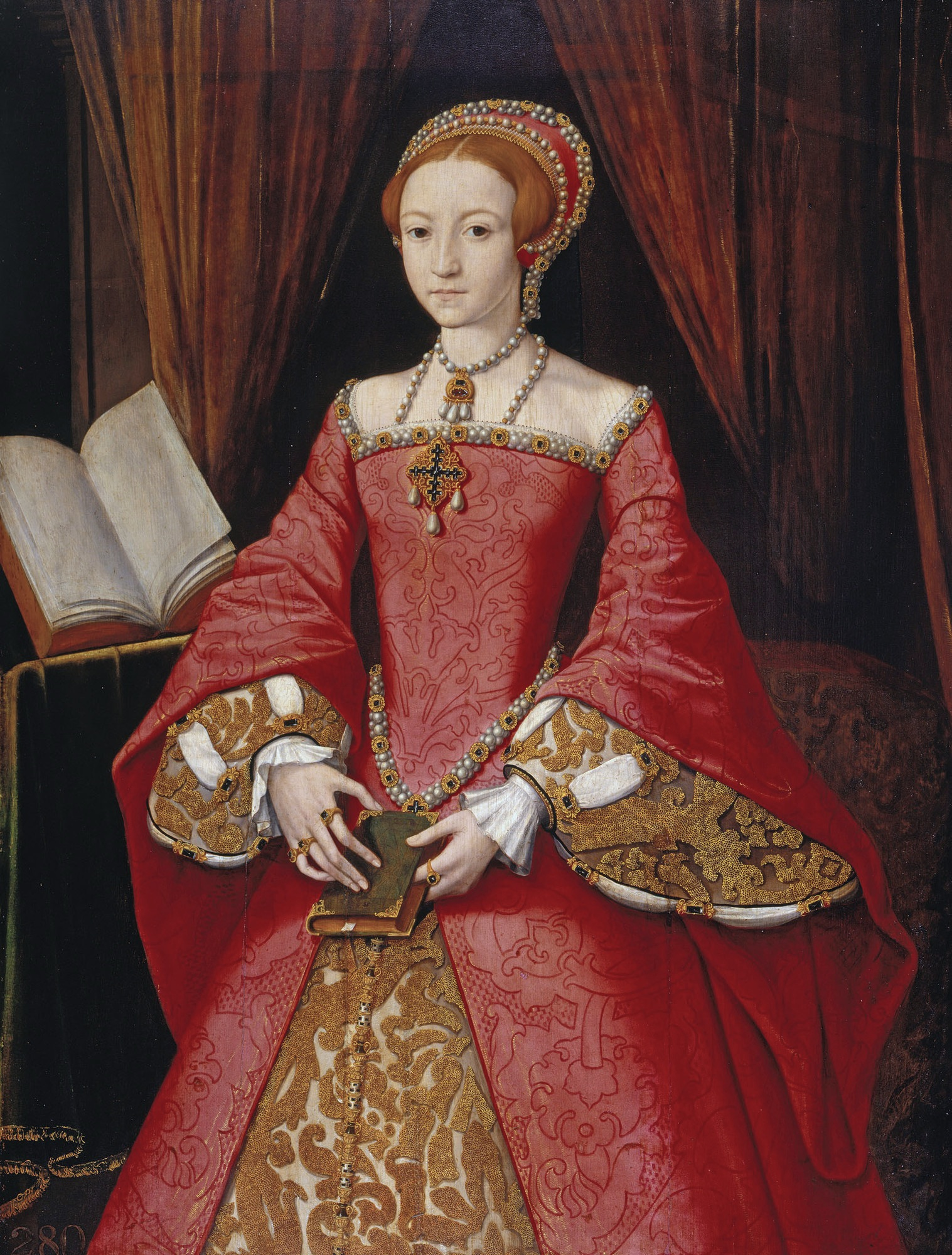
Die spätere Elisabeth I. mit 13 Jahren

- 07. September: Elisabeth I., Königin von England († 1603)
- 15./25. September: Katharina von Österreich, Königin von Polen und Herzogin von Mantua († 1572)
- 27. September: Stephan Báthory, König von Polen und 1571 bis 1575 Fürst von Siebenbürgen († 1586)
- 09. Oktober: Heinrich V. von Plauen, Burggraf von Meißen und Herr von Plauen († 1568)
- 13. November: Agathe, Gräfin von Tübingen († 1609)
- 22. November: Alfonso II. d’Este, Herzog von Ferrara, Modena und Reggio († 1597)
- 01. Dezember: Basilius Amerbach, schweizerischer Jurist und Kunstsammler († 1591)
- 13. Dezember: Erik XIV., König von Schweden († 1577)

### Genaues Geburtsdatum unbekannt
- Abdullah II., Fürst der Usbeken († 1598)
- Lambert Auer, deutscher Jesuit, Prediger und Theologe († 1573)
- Edo Hildericus, deutscher Historiker, Mathematiker, Philologe und Theologe († 1599)
- Ōmura Sumitada, japanischer Fürst (Daimyō) († 1587)

## Gestorben

### Todesdatum gesichert
- 08. Februar: Juan Martín de Ampiés, spanischer Offizier und Verwaltungsbeamter
- 08. Februar: Matthäus Beskau, deutscher katholischer Theologe und Rechtswissenschaftler (* um 1480)
- 19. März: John Bourchier, 2. Baron Berners, englischer Adeliger und Politiker (* um 1467)
- 10. April: Friedrich I., Herzog von Schleswig und Holstein, König von Dänemark und König von Norwegen (* 1471)
- 31. Mai: Ambrosius Ehinger, deutscher Konquistador und erster Statthalter von Klein-Venedig (* vor 1500)
- 09. Juni: Sebastian Hofmeister, Schweizer Theologe und Reformator (* 1494)
- 20. Juni: Konrad Sam, deutscher reformierter Theologe und Reformator (* 1483)
- 25. Juni: Mary Tudor, englische Adelige und Königin von Frankreich (* 1496)
- 06. Juli: Ludovico Ariosto, italienischer Dichter (* 1474)
- 26. Juli: Atahualpa, Herrscher des Inkareiches (* nach 1500)
- 03. August: Johannes II. Leiterbach, Abt des Zisterzienserklosters in Ebrach
- 16. August: Diego Ribero, spanischer Kartograf und Entdecker

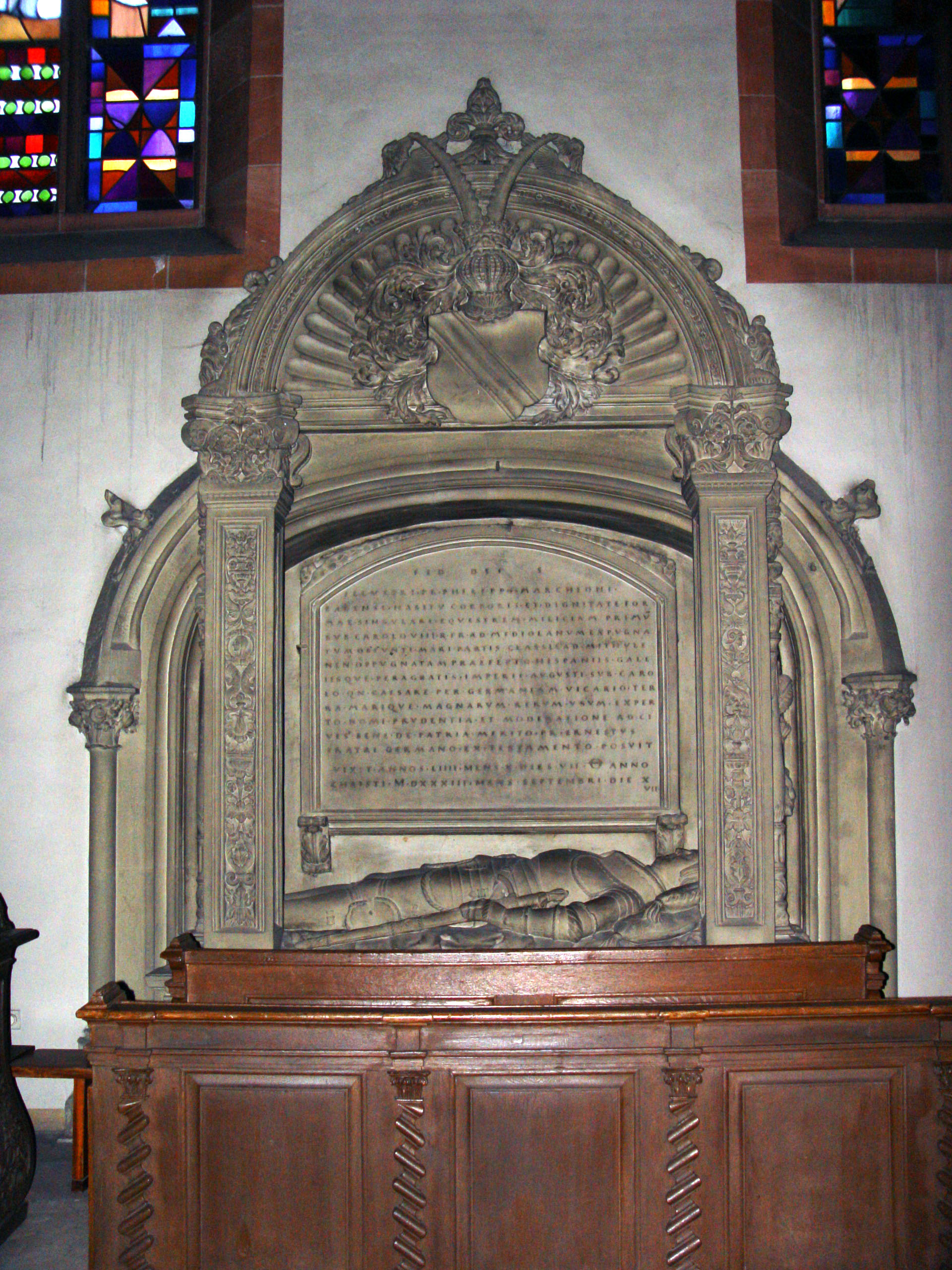
Grab Philipps I. von Baden

- 17. September: Philipp I., Markgraf von Baden (* 1479)
- 16. Oktober: Gianfrancesco Pico della Mirandola, italienischer Philosoph (* 1469)
- 000Oktober: Túpac Huallpa, letzter formaler Herrscher des Inkareichs
- 25. November: Philipp von Savoyen-Nemours, Bischof von Genf und Herzog von Nemours (* 1490)

### Genaues Todesdatum unbekannt
- Borommaracha IV., König des siamesischen Reichs von Ayutthaya (* 1502)
- Johann Eberlin von Günzburg, reformatorischer Theologe und Autor (* um 1470)
- Hans Grüninger, deutscher Buchdrucker und Verleger (* 1455)
- Veit Stoß, deutscher Bildhauer und Bildschnitzer (* um 1447)

### Gestorben um 1533
- Duarte Pacheco Pereira, portugiesischer Seefahrer, Astronom und Geograph (* um 1469)
- 1533/1536: Muhammad XII., Sultan von Granada (* 15. Jahrhundert)